# Nobel (serie de televisión)
Nobel (también conocida como: Nobel – fred for enhver pris), es una serie de televisión noruega transmitida desde el 25 de septiembre del 2016 hasta ahora, por medio de NRK1.
La serie es creada por Mette Bølstad, Stephen Uhlander y Per-Olav Sørensen.

## Historia
Cuando el teniente Erling Riiser, un soldado que sirve en Afganistán junto a sus compañeros del Comando Especial de las Fuerzas Armadas de Noruega, "FSK" (quienes están encargados de la seguridad del día a día de los ciudadanos de ese país), regresa a casa y con su familia en Oslo.
Pronto se da cuenta de que su misión no ha terminado cuando él y otros veteranos se convierten en peones dentro de un juego de conspiración política internacional, lo que los obliga a descubrir hasta dónde puede llegar alguien en nombre de la paz.

## Personajes[3]

### Personajes principales
| Actor                  | Personaje         | Ocupación                        | No. de episodios | Duración        |
| ---------------------- | ----------------- | -------------------------------- | ---------------- | --------------- |
| Aksel Hennie           | Lt. Erling Riiser | Francotirador / Teniente         | 8                | 2016 - presente |
| Anders Danielsen Lie   | Jon Petter Hals   | Jefe del Escuadrón / Soldado     | 8                | 2016 - presente |
| Christian Rubeck       | Johan Ruud        | Ministro de Asuntos Exteriores   | 8                | 2016 - presente |
| Atheer Adel            | Sharif Samani     | Propietario                      | 8                | 2016 - presente |
| Danica Curcic          | Lt. Adella Hanefi | Teniente / Soldado               | 8                | 2016 - presente |
| Mads Sjøgård Pettersen | Håvard Bakkeli    | Soldado                          | 8                | 2016 - presente |
| Dennis Storhøi         | Jørund Ekeberg    | Jefe del FSK / Soldado           | 8                | 2016 - presente |
| Tuva Novotny           | Johanne Riiser    | Secretaria de Asuntos Exteriores | 8                | 2016 - presente |
| Ayesha Wolasmal        | Wasima Zamani     | Esposa de Sharif                 | -                | 2016 - presente |

### Personajes recurrentes
| Actor                 | Personaje           | Ocupación           | Nº de episodios | Duración        |
| --------------------- | ------------------- | ------------------- | --------------- | --------------- |
| Mohammad-Ali Behboudi | Mullah Ahmed        | -                   | 8               | 2016 - presente |
| Eirik Evjen           | Sigurd Sønsteby     | Soldado             | 8               | 2016 - presente |
| Runar Holmstroem      | Magne Sørås         | Soldado             | 8               | 2016 - presente |
| André Jerman          | Kristoffer Abel     | -                   | 8               | 2016 - presente |
| Michael Masula        | -                   | Ministro de Energía | 8               | 2016 - presente |
| Farhad Payar          | Farouqui            | -                   | 8               | 2016 - presente |
| Ramin Yazdani         | Heydar              | -                   | 8               | 2016 - presente |
| Hallvard Holmen       | Rolf Inherad        | -                   | 7               | 2016 - presente |
| Mattis Herman Nyquist | Hektor Stolt-Hansen | -                   | 7               | 2016 - presente |
| Rolf Kristian Larsen  | Sven Rasch          | Reportero de Guerra | 5               | 2016 - presente |
| Heidi Toini           | Charlotte           | -                   | 5               | 2016 - presente |
| Odd-Magnus Williamson | Hans Ivar Johansen  | Soldado             | 4               | 2016 - presente |
| Naoufal Yassir        | Yunes               | -                   | 4               | 2016 - presente |
| Kyrre Hellum          | Jan Burås           | Soldado             | 1               | 2016 - presente |
| Irasj Asanti          | Daniel Richardsen   | Soldado             | 1               | 2016 - presente |

## Episodios
La primera temporada de la serie está conformada por 8 episodios.

## Premios y nominaciones
| Año  | Categoría                          | Premio                  | Nominado (a) | Resultado |
| ---- | ---------------------------------- | ----------------------- | ------------ | --------- |
| 2016 | Best European TV Movie/Mini-Series | Prix Europa Media Award | Nobel        | Ganó      |

## Producción
La serie es dirigida por Per-Olav Sørensen, cuenta con los escritores Mette M. Bølstad y Stephen Uhlander.
Producida por Håkon Briseid, cuenta con los productores de línea Ahmed Abounouom, Jan Eirik Langoen y Pavel Muller (de CZ).
La música está en manos de "Kristian Eidnes Andersen", mientras que en la cinematografía está a cargo Ulf Brantås.
La serie cuenta con la compañía de producción "Monster Scripted AS".
Desde el 2016 es distribuida por "Norsk Rikskringkasting (NRK)" en la televisión de Noruega. Durante su estreno la serie fue televisada por cerca de 800,000 noruegos.
La serie es filmada en Noruega y en Praga, República Checa.

### Emisión en otros países
| País    | Título | Cadena (as) | Fecha de Inicio         | Fecha de Finalización |
| ------- | ------ | ----------- | ----------------------- | --------------------- |
| Francia | -      | -           | -                       | -                     |
| Israel  | -      | -           | -                       | -                     |
| -       | -      | Netflix     | 13 de diciembre de 2016 | -                     |